# Балтички фестивали песме и игре
Балтички фестивали песме и игре (ест. laulupidu, лет. dziesmu svētki, лит. dainų šventė ) су традиционални аматерски фестивали песме и плеса у балтичким државама које је Унеско уврстио на репрезентативну листу нематеријалне културне баштине човечанства 2003. године.
Први фестивал песме одржан је у Цириху, у Швајцарској, јуна 1843. Учествовало је 2.184 певача (Schweizerisches Gesangsfest). Традиција се проширила на Вирцбург, у Немачкој 1845. године, а одатле је преко балтичких Немаца и њихових хорских друштава стигла до балтичких држава. Прво је одржан Естонски фестивал песме 1869. године, а 1873. године и  Летонски фестивал песме и игре. Литвански фестивал песама први пут је одржан 1924. године.
Ови фестивали су масовни догађаји који привлаче око 30.000 певача. Фестивали се одржавају на сваких пет година у Естонији и Летонији и сваке четири године у Литванији, у славу традиционалне народне песме и игре. Током совјетске ере, фестивали су били суптилни политички протест против комунизма.  Крајем осамдесетих година 20. века, песме су постале саставни део покрета за независност, понекад познатог као Певачка револуција.
Естонски фестивал песме је 2014. привукао укупно 159 300 људи. Ово је био највећи број посетилаца од поновног осамостаљења Естоније. 

## Естонски фестивал песме
Естонски фестивал песме је један је од највећих хорских догађаја на свету, ремек дело нематеријалног наслеђа човечанства. Одржава се сваких пет година у јулу у Талину, истовремено са Естонским фестивалом игре.
Традиција овог фестивала рођена је заједно са естонским националним буђењем. Први фестивал песама одржан је у Тартуу лета 1869. године. Један од организатора био је Јохан Волдемар Јансен. На прва три фестивала учествовали су само мушки хорови и дувачки оркестри. На првом фестивалу учествовало је 822 певача и 56 музичара дувачких оркестара.
Од четвртог фестивала, учествовали су и мешовити хорови, а од шестог фестивала 1896. године, фестивал се преселио  у Талин. Због укључивања дечијих и дечачких хорова укупан број учесника попео се на 25 000 - 30 000 људи.
Први естонски Фестивал игара, плеса и гимнастике одржан је 1934. године и био је претеча данашњег Естонским фестивалом игре. Од 1947. године фестивали песме и игре се одржавају истовремено.
У 19. веку су хорови и фестивали песама били срж националног буђења естонских сељака, који су певањем откривали вредност сопственог језика и културног наслеђа. Национално буђење и успостављање идентитета довели су до естонске независности 1918. године. После Другог светског рата, током совјетске власти, фестивали песама су помогли да се одржи национални идентитет. Године 1988. неколико стотина хиљада људи окупило се на теренима Фестивала песама и певало за слободу много дана и ноћи. Певачка револуција помогла је окончању совјетске власти и индиректно опет довела до независности Естоније 1991. године.
Фестивал песме и игре у 2019. години имао је 44 пута више учесника од првог фестивала песама у Тартуу, а интересовање публике за фестивал песме и игре било је толико велико да је понестало карата и на фестивалу игре и први пут у историји на фестивал песме, окупљајући 100.000 људи.

## Летонски фестивал песме и игре
Први фестивал песме у Летонији одржан је 1873. године, а претходили су му мањи регионални фестивали. Европа је доживела талас националног романтизма, а Летонци су следили њихов пример са својим националним буђењем. Фестивал је отворио пут ка независности Летоније 1918. године и сачувао летонску културу и самосвест током времена окупације.
Летонски фестивал песме се обично одржава на сваких пет година, а Летонски фестивал игре додат је 1948. године. Током фестивала такође се одржавају уметничке изложбе, изложбе фотографије и народних заната, концерти оркестара и свечана парада.
Додатни фестивали одржани су 2001. и 2011. године, оба на велике годишњице оснивања Риге.
Отприлике 40.000 извођача укупно учествује у догађају. Певају се народне песме и класичне хорске песме, са нагласком на а капела певању, мада су модерне популарне песме однедавно уврштене и на репертоар.
Од 1960. године, засебни Летњи школски фестивал песме и игре одржава се у алтернативном петогодишњем циклусу.

## Литвански фестивал песама
Литвански фестивал песме (такође назван Прослава песме) масовни је традиционални фестивал песама и плеса.  Од повратка независности 1990. године, догађај је стекао статус националне прославе.
Први фестивал песама у Литванији одржан је 23-25. августа 1924. године у Каунасу. Иницијатор фестивала био је Јуозас Жилевичиус. Учествовало је 77 хорова, које су чинили 3.000 певача, привукавши 50.000 гледалаца.
Од тада је фестивал песама постао традиција у Литванији. Од 1950. године, Национални дан плеса додат је Фестивалу песама. На фестивалу је учествовало 57 плесних група, 41 ансамбл и 13 концертних бендова.
Од 1950. године, фестивали песама и игре организују се периодично на сваких 5 година.
Двадесети Литвански фестивал песме из 2018. године био је посвећен стогодишњици обнове независне државе Литваније и одржао се у Каунасу и Вилњусу. Литванска химна певана је истовремено у разним литванским градовима, као и у иностранству. Преносио се уживо на државној телевизији, а гледало га је рекордних 300 000 гледалаца.